# Mammillaria karwinskiana
Mammillaria karwinskiana es una especie perteneciente a la familia Cactaceae. Es endémico de Chiapas, Colima, Michoacán de Ocampo, Morelos, Oaxaca y Puebla  en México. Su hábitat natural son los áridos desiertos.

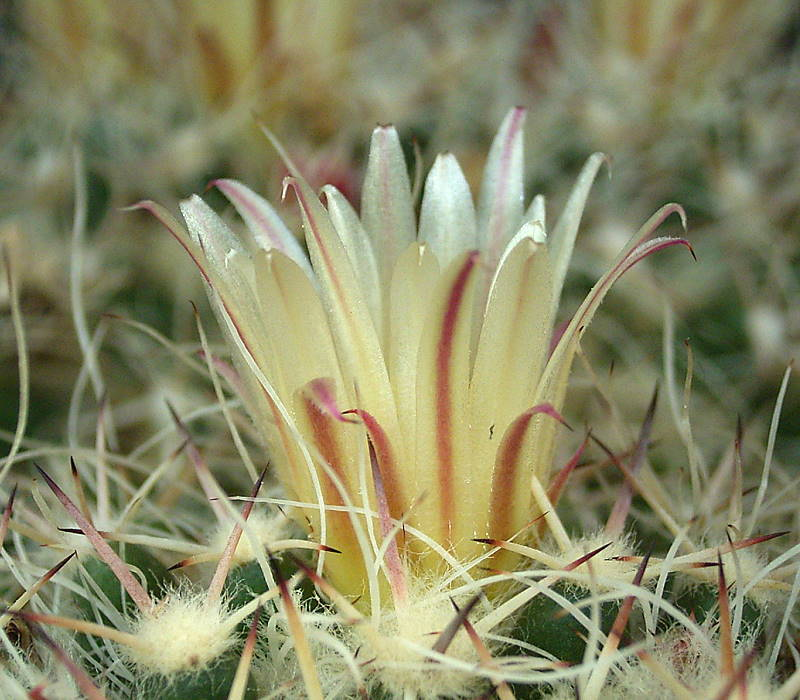
Detalle de la flor

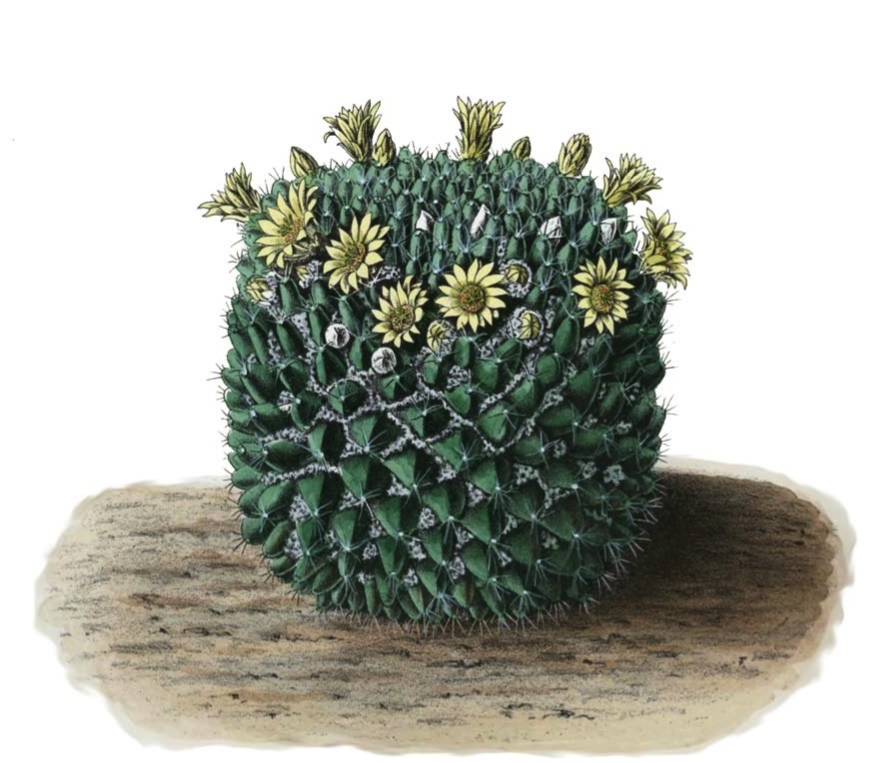
Ilustración

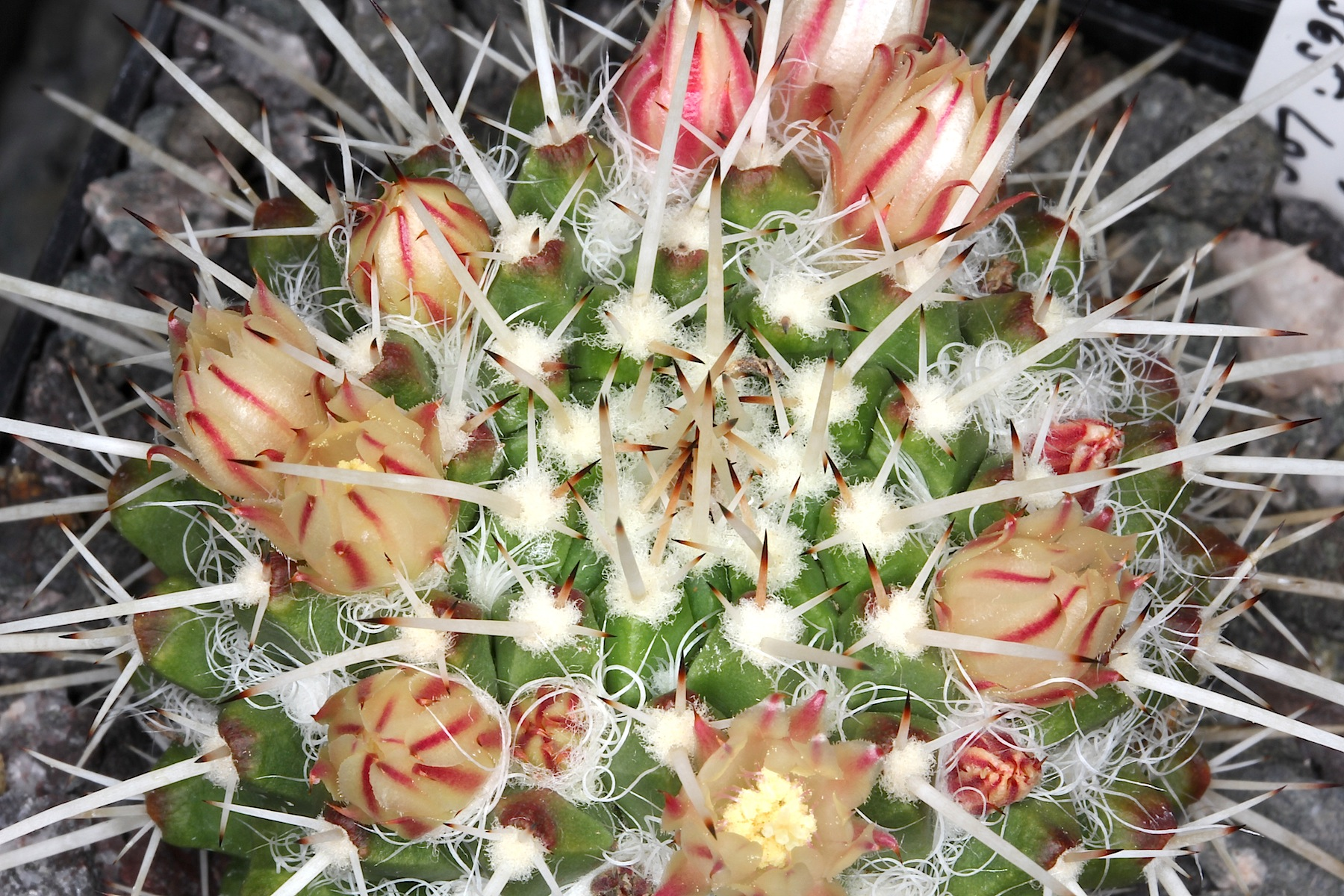
Vista por arriba

## Descripción
Es una planta perenne carnosa que crece solitaria. El tallo de color azul-verde a verde oscuro, globular y de forma cilíndrica de 7-10 cm de altura y alcanza un tamaño igual de diámetro. Las sólidas areolas son piramidales y contienen látex. Las axilas están llenas de cerdas. Las espinas centrales faltan por completo o es sólo un esbozo, blanco o amarillento, siempre con la punta oscura y con una longitud de 5.5 cm. Las 3-8 espinas radiales son subuladas, rectas o ligeramente curvadas, de color rojizo y tiza con el tiempo, miden de 0,4 a 3 centímetros de largo. Las flores son de color blanco con una franja central de color púrpura, miden hasta 2,5 centímetros de largo y 1,5 centímetros de diámetro. Los frutos son rojos brillantes y contienen las semillas .

## Taxonomía
Mammillaria karwinskiana fue descrita por Carl Friedrich Philipp von Martius y publicado en Nova Acta Physico-medica Academiae Caesareae Leopoldino-Carolinae Naturae Curiosorum Exhibentia Ephemerides sive Observationes Historias et Experimenta 16(1): 335, pl. 22. 1832.
Etimología
Mammillaria: nombre genérico que fue descrita por vez primera por Carolus Linnaeus como Cactus mammillaris en 1753, nombre derivado del latín mammilla = tubérculo, en alusión a los tubérculos que son una de las características del género.
El epíteto de la especie karwinskiana honra al naturalista y coleccionista de plantas  bávaro barón Friedrich Wilhelm de Karwinski (1799-1855).
Variedades aceptadas
- Mammillaria karwinskiana subsp. beiselii (Diers) D.R. Hunt
- Mammillaria karwinskiana subsp. nejapensis (R.T. Craig & E.Y. Dawson) D.R. Hunt

Sinonimia
- Mammillaria praelii
- Mammillaria multiseta
- Mammillaria collinsii
- Mammillaria confusa
- Mammillaria strobilina
- Mammillaria nejapensis
- Mammillaria neomystax
- Mammillaria ebenacantha
- Mammillaria jozef-bergeri
- Mammillaria beiselii
- Mammillaria nagliana
- Mammillaria tropica[3][4]